# Pénitencier de femmes perverses
Ne doit pas être confondu avec Pénitencier de femmes.
Pour plus de détails, voir Fiche technique et Distribution.
Prison de femmes perverses (Prigione di donne) est un film d'exploitation italien de type giallo coécrit et réalisé par Brunello Rondi, sorti en 1974.

## Synopsis
Alors qu'elle visite l'Italie, une jeune et belle touriste française, Martine, est arrêtée par erreur par la police qui a découvert de la drogue sur elle, malencontreusement placée par une délinquante droguée. Incarcérée dans une prison pour femmes, Martine découvre aussitôt l'enfer carcéral. Comme les autres prisonnières, elle est humiliée et torturée psychologiquement ou physiquement par les gardes et les nonnes. L'injustice et le sadisme qui y règnent amènent les détenues à se rebeller. Maitrisées, elles sont envoyées dans une prison située en pleine mer d'où toute tentative d'évasion semble impossible. La menace et la rébellion grondent... 

## Fiche technique
- Titre original : Prigione di donne
- Titre français : Pénitencier de femmes perverses
- Réalisation : Brunello Rondi
- Scénario : Leila Buongiorno, Aldo Semerari et Brunello Rondi
- Musique : Albert Verrecchia
- Photographie : Raymond Heil
- Production : Carlo Maietto
- Société de production et de distribution : Films Marbeuf
- Pays de production :  Italie
- Langue originale : italien
- Format : couleur
- Genre : Women in prison
- Durée : 90 minutes
- Date de sortie : 
  - Italie : 13 août 1974
  - France : 13 août 1975

## Distribution
- Martine Brochard : Martine Fresienne
- Isabelle de Valvert : Isabelle
- Luciana Turina : la nonne obèse
- Aliza Adar : la détenue qui avorte
- Andrea Scotti : le capitaine de la police
- Corrado Gaipa : le magistrat
- Katia Christine : Grazia
- Cristina Galbó : la jeune nonne
- Maria Cumani Quasimodo : sœur Ursula
- Erna Schürer : Gianna
- Marilù Tolo : Susanna
- Maria Pia Conte : l'amie de Christine
- Luciana Turina : sœur Brigida
- Anna Melita : la hippie droguée
- Jill Pratt : la mère de Martine